# Liste der Monuments historiques in Villecerf
Die Liste der Monuments historiques in Villecerf führt die Monuments historiques in der französischen Gemeinde Villecerf auf.

## Liste der Bauwerke
| Bezeichnung        | Beschreibung                  | Standort | Kennzeichnung | Schutzstatus | Datum     | Bild           |
| ------------------ | ----------------------------- | -------- | ------------- | ------------ | --------- | -------------- |
| Schloss Saint-Ange | Erbaut im 16./17. Jahrhundert | (Lage)   | PA00087319    | Inscrit      | 1926 1951 | weitere Bilder |
| Ferme de Trin      | Bauernhof                     | (Lage)   | PA00087320    | Inscrit      | 1926      | weitere Bilder |

## Liste der Objekte
Zum Verständnis siehe: Kirchenausstattung
- Monuments historiques (Objekte) in Villecerf in der Base Palissy des französischen Kultusministeriums